# MKAD

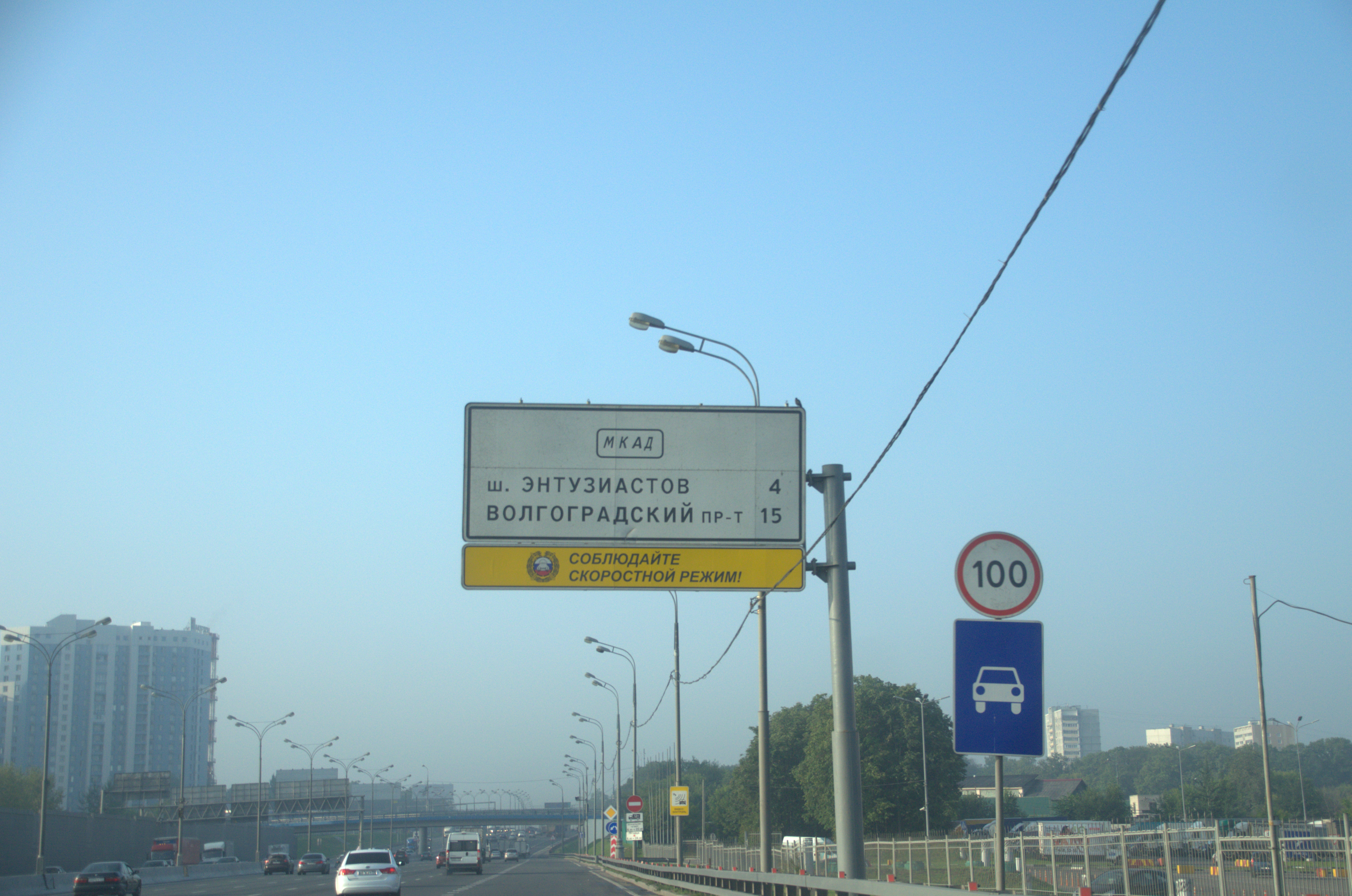
Die MKAD als Schnellstraße

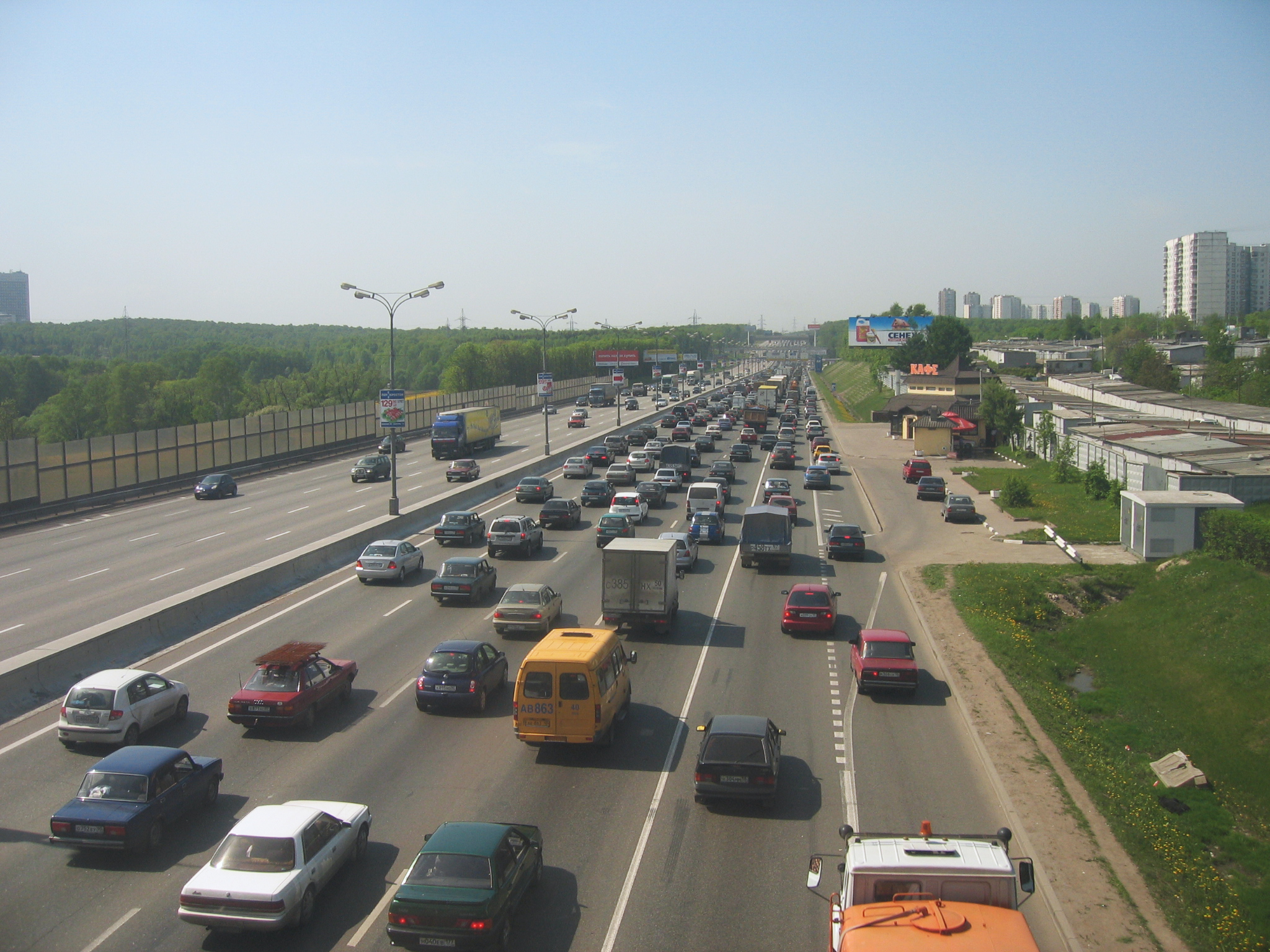
Verkehrsstau auf dem MKAD

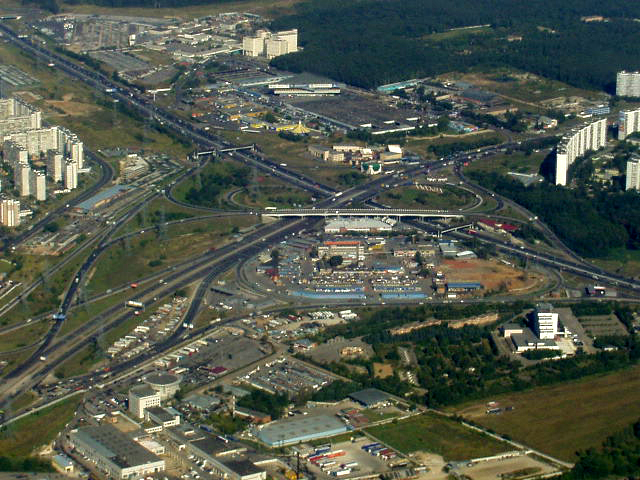
Autobahnkreuz des MKAD mit der M2 im südlichen Moskau

MKAD (russisch МКАД, kurz für Московская кольцевая автомобильная дорога Moskowskaja kolzewaja awtomobilnaja doroga, deutsch ‚Moskauer Autobahnring‘) ist die Bezeichnung des Autobahnrings um Moskau. Die MKAD wird zwar als Moskauer Autobahnring bezeichnet, ist aber als Schnellstraße ausgeschildert. Die MKAD wurde 1962 fertiggestellt und hat eine Länge von 108,9 km. Ursprünglich war er vorwiegend vierstreifig und hatte noch einige niveaugleiche Kreuzungen. Mitte der 1990er Jahre wurde er zu einer abschnittsweise zehnstreifigen Schnellstraße ausgebaut, wobei die rechten Fahrstreifen teilweise von Bussen des öffentlichen Nahverkehrs befahren werden.
Die zulässige Höchstgeschwindigkeit auf dem MKAD beträgt 100 km/h.

## Geschichte
Der Bau der MKAD begann Ende 1956 bei der Jaroslawler Chaussee. Das erste Teilstück wurde 1960 für den Verkehr freigegeben.
1962 war der ganze Ring befahrbar. Der Autobahnring bestand ursprünglich aus zwei Doppelfahrbahnen mit jeweils 7 Metern Breite. Auf der Route wird die Moskwa zweimal überquert:
- Bessedinski most: 1960, Ing. R. M. Galperin, Arch. G. I. Kornejew
- Spasski most: 1962, Ing. W. D. Wassiljew, Arch. K. P. Saweljew

Bis ins Jahr 1980 stellte der Ring auch gleichzeitig die Stadtgrenze von Moskau dar, dies änderte sich nach 1980, als Gemeinden außerhalb des MKAD eingegliedert wurden, wie der Verwaltungsbezirk Selenograd.

## Gegenwart
Heute gehören auch einige Wohnviertel und Flughafenareale weit außerhalb des MKAD offiziell zum Gebiet der russischen Hauptstadt. Mitte der 1990er Jahre wurde die MKAD auf Initiative des Moskauer Bürgermeisters renoviert und auf jeweils fünf Fahrstreifen in beide Richtungen ausgebaut, der Mittelstreifen wurde mit Betonbegrenzungen versehen. Die Kilometrierung der MKAD beginnt auf der Höhe der Chaussee Entusiastow. Heute ist die Ringautobahn häufig überlastet, was auf die Dimensionierung der Abfahrten und zu wenig Platz für Einsatzfahrzeuge zurückgeführt wird.

## Eigenschaften
MKAD (Moskauer Autobahnring) ist eine zehnspurige Straße (fünf Fahrstreifen pro Richtung) mit einer Gesamtlänge von 108,9 km. Die zwei linken Fahrspuren sind jeweils 3,5 m breit, die drei rechten Spuren messen 3,75 m. Die rechte Standspur variiert zwischen 2 und 3 m Breite. Die durchschnittliche Entfernung vom Stadtzentrum beträgt 17,35 km. Der Bau erfolgte gemäß den Normen und Technischen Bedingungen (NiTU) 128-55 für Straßen der ersten technischen Kategorie: 24 m breiter Erdkörper, vier Fahrspuren à 3,5 m Breite, ein 4 m breiter Mittelstreifen sowie beidseitige Standstreifen von je 3 m. Brücken und Überführungen weisen eine lichte Weite von 21 m und eine Durchfahrtshöhe von 4,5 m auf.
Im Generalplan für Moskau und das Gebiet Moskau bis 2010 wurde die MKAD als Hauptverkehrsstraße der 1. Klasse klassifiziert – mit durchgängigem Mischverkehr, einer zulässigen Höchstgeschwindigkeit von 100 km/h (Bemessungsgeschwindigkeit: 150 km/h) und Fußgängerquerungen ausschließlich via Unter- oder Überführungen. Seit Februar 2014 gilt eine digitale Beschilderung der Ausfahrten: Gerade Zahlen kennzeichnen Ausfahrten Richtung Stadtzentrum, ungerade Zahlen führen ins Umland.
Trotz ihrer modernen Auslegung und hohen Kapazität ist die MKAD chronisch überlastet. Staus sind alltäglich. Gründe hierfür sind:
- Unzureichende Kapazität der Ausfahrten[1][2], bedingt u. a. durch den ursprünglichen Einsatz von Kleeblatt-Autobahnkreuzen, bei denen Einfahrten vor Ausfahrten auf derselben Beschleunigungsspur liegen.
- Fehlen von Notfallparkplätzen für Pannenfahrzeuge[2].
- Mangelnde Querverbindungen zwischen angrenzenden Stadtteilen, wodurch die MKAD als Ersatz für innerstädtische Routen genutzt wird (besonders zu Stoßzeiten).
- Defizite bei Fußgänger- und Radverkehrsinfrastruktur: Zu wenige barrierefreie Über- oder Unterführungen. Zwar sind Aufzüge in Überführungen geplant, doch nur vereinzelt realisiert. Unterführungen existieren lediglich vier – obwohl sie wartungsärmer und zugänglicher wären.
- Winterliche Rutschgefahr für Lkw auf Auffahrten und Steigungen.
- Verkehrsgenerierende Einrichtungen: Großmärkte und Logistikzentren entlang der Strecke ziehen zusätzlichen Verkehr aus Stadt und Umland an.
- Häufige Sperrungen für Regierungskonvois auf Hauptachsen wie dem Leninski-Prospekt, der Rublewskoje- oder Kaschirskoje-Schosse.

Die Kombination dieser Faktoren führt zu einem chronischen Verkehrskollaps, der trotz partieller Sanierungsmaßnahmen bis heute ungelöst bleibt.

## Verlauf
| km  |  |             | stadteinwärts                                     | stadtauswärts                                     | Richtung                                           |
| --- |  | ----------- | ------------------------------------------------- | ------------------------------------------------- | -------------------------------------------------- |
| 1   |  | M7 · E22    | schosse Entusiastow                               | schosse Entusiastow                               | Nischni Nowgorod                                   |
| 2   |  |             | uliza Stalewarow                                  | uliza Pobedy                                      | Reutow                                             |
| 4   |  |             | Kettscherskaja uliza                              | Nowowichinskoje schosse                           | Schelesnodoroschny, Elektrougli                    |
| 5   |  |             |                                                   | uliza Nikolaja Starostina                         |                                                    |
| 6   |  |             | Moldagulowoi uliza                                | Nowouchtomskoje schosse                           | Kossino-Uchtomski                                  |
| 7   |  |             | Nordöstliche Sekante (Sewerowostotschnaja chorda) | Nordöstliche Sekante (Sewerowostotschnaja chorda) | Wladimir, Arsamas, Kasan, Jekaterinburg, Tjumen    |
| 8   |  |             | Rjasanski prospekt                                | Lermontowski prospekt                             | Ljuberzy                                           |
| 11  |  | M5 · E30    | Wolgogradski prospekt                             | Noworjasanskoje schosse                           | Flughafen Bykowo (ehemalig) , Rjasan               |
| 14  |  |             | uliza Werchnije Polja                             |                                                   | Kotelniki                                          |
| 16  |  |             | uliza Kapotnja                                    | uliza Energetikow                                 | Dserschinski                                       |
|     |  |             | Moskwa (Brücke)                                   |                                                   |                                                    |
| 20  |  |             | Bessedinskoje schosse                             | Leninskaja uliza                                  | Bessedy, Drosdowo, Sloboda                         |
| 24  |  | A105        | Kaschirskoje schosse                              | Kaschirskoje schosse                              | Flughafen Domodedowo                               |
| 27  |  | E115 · E119 | Lipezkaja uliza                                   | Kaschirskoje schosse                              | Rostow am Don, Wolgograd, Woronesch                |
| 29  |  |             | Wostrjakowski projesd                             | 46N-04887                                         | Ismailowo, Bulatnikowo                             |
| 30  |  |             | uliza Podolskich Kursantow                        |                                                   |                                                    |
| 33  |  | E105        | Warschawskoje schosse                             | Warschawskoje schosse                             | Flughafen Ostafjewo , Charkiw, Tula, Podolsk       |
| 35  |  |             |                                                   | uliza Poljany                                     |                                                    |
| 38  |  |             | projesd Karamsina                                 |                                                   | Jassenewo                                          |
| 40  |  |             |                                                   |                                                   | Gasoprowod                                         |
| 41  |  | A130        | Profsojusnaja uliza                               | Kaluschskoje schosse                              | Kaluga                                             |
| 45  |  | M3 · E101   | Leninski prospekt                                 | Kijewskoje schosse                                | Flughafen Wnukowo , Brjansk, Kiew                  |
| 48  |  |             | Osjornaja uliza                                   | Borowskoje schosse                                | Wnukowo                                            |
| 49  |  |             | Rjabinowaja uliza                                 | Nowomeschtschorski projesd                        |                                                    |
| 50  |  |             | uliza Generala Dorochowa                          | Torgowaja uliza                                   |                                                    |
| 53  |  |             | Skolkovskoye schosse                              | Skolkovskoye schosse                              | Skolkowo                                           |
| 54  |  | M1 · E30    | Moschaiskoje schosse                              | Minskoje schosse                                  | Smolensk, Minsk                                    |
| 55  |  |             | uliza Gorbunowa                                   | uliza Moskovskaya                                 |                                                    |
| 56  |  | M1          | Bagration-Prospekt                                | Nordumgehung Odinzowo (Mautpflichtig)             | Odinzowo, Smolensk, Minsk                          |
| 60  |  | A106        | Rubljowskoje schosse                              | Rubljowo-Uspenskoje schosse                       | Uspenskoje                                         |
| 61  |  |             | Rubljowskoje schosse                              | Rubljowskoje schosse                              | Rubljowo                                           |
| 63  |  | E22         | Lykowski prospekt                                 | Noworischskoje schosse                            | Riga, Welikije Luki, Wolokolamsk                   |
| 65  |  |             | Mjakininski prospekt                              |                                                   | Mjakinino                                          |
|     |  |             | Moskwa (Brücke)                                   |                                                   |                                                    |
| 68  |  | A109        | Wolokolamskoje schosse                            | Wolokolamskoje schosse                            | Dedowsk, Petrowo-Dalneje                           |
| 72  |  |             |                                                   | Nowokurkinskoje schosse                           | Kurkino                                            |
| 74  |  |             | uliza Swobody                                     | Molodjoschnaja uliza                              | Kurkino                                            |
| 75  |  | M10 · E105  | Leningradskoje schosse                            | Leningradskoje schosse                            | Flughafen Scheremetjewo , Chimki, Sankt Petersburg |
|     |  |             | Moskaukanal (Brücke)                              |                                                   |                                                    |
| 76  |  |             | Nordöstliche Sekante (Sewerowostotschnaja chorda) | М11 Newa                                          | Flughafen Scheremetjewo , Twer, Sankt Petersburg   |
| 78  |  |             | Bibliotetschny prospekt                           | Lichatschowskoje schosse                          | Dolgoprudny                                        |
| 82  |  | A104        | Dmitrowskoje schosse                              | Dmitrowskoje schosse                              | Dmitrow                                            |
| 85  |  |             | Altufjewskoje schosse                             | Altufjewskoje schosse                             | Weschki                                            |
| 91  |  |             | Ostaschkowskoje schosse                           | Ostaschkowskoje schosse                           | Tschelobitjewo                                     |
| 95  |  | M8 · E115   | Jaroslawskoje schosse                             | Jaroslawskoje schosse                             | Jaroslawl                                          |
| 103 |  |             | Chabarowskaja uliza                               | (mikrorajon Abramzewo)                            | Abramzewo                                          |
| 105 |  | A103        | Schtscholkowskoje schosse                         | Schtscholkowskoje schosse                         | Schtscholkowo                                      |
| 108 |  | M7 · E22    | schosse Entusiastow                               | schosse Entusiastow                               | Nischni Nowgorod                                   |